# Comptabilité de gestion
 (avril 2011).
Si vous disposez d'ouvrages ou d'articles de référence ou si vous connaissez des sites web de qualité traitant du thème abordé ici, merci de compléter l'article en donnant les références utiles à sa vérifiabilité et en les liant à la section « Notes et références ».

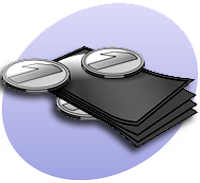
Icône d'économie de gestion et de comptabilité analytique.

La comptabilité de gestion, ou la comptabilité analytique,  est un système d'information comptable (exprimé en unités monétaires) qui permet d'informer les dirigeants (ou managers) des organisations afin de prendre des décisions de gestion.

## Comptabilité de gestion et comptabilité analytique
L'expression « comptabilité de gestion » a remplacé progressivement l'expression comptabilité analytique en France dans les années 1980. Mais les deux expressions sont parfaitement synonymes.
L'expression comptabilité analytique faisait référence à la terminologie du plan comptable général (PCG) qui, en France jusqu'en 1999, réservait de long développements aux calculs de coûts, illustrés par des exemples. Cette partie ayant disparu du PCG depuis 1999, le vocabulaire comptable s'est largement inspiré de sources internationales depuis.
L'expression "comptabilité de gestion" fait référence, dès les années 1980, à la traduction en français de l'expression anglaise "management accounting". L'expression "comptabilité analytique" décrivait ce que faisait le comptable (il analysait, c'est-à-dire qu'il décomposait les calculs de coûts pour expliquer ce qui se passe dans l'organisation) alors que l'expression "comptabilité de gestion" décrit ce pourquoi on le fait (on fait des calculs pour permettre la prise de décision). Mais les trois expressions (management accounting, comptabilité de gestion et comptabilité analytique) désignent strictement la même chose.

## Comptabilité de gestion et comptabilité générale
L'expression "comptabilité générale" était utilisée au vingtième siècle en France en référence au PCG qui réglementait la comptabilité, aussi bien financière que analytique (même si les règles qui concernaient cette dernière étaient en grande partie facultatives).
Depuis 1999, la comptabilité de gestion est considérée comme indépendante de la comptabilité générale, même si certains liens demeurent (comme l'évaluation des actifs au coût complet).

## Comptabilité de gestion et comptabilité financière
La comptabilité financière désigne les règles comptables nécessaires à l'élaboration des états financiers qui seront publiés par l'entreprise (essentiellement bilan et compte de résultat). La comptabilité de gestion désigne tous les calculs qui peuvent être jugés utiles pour éclairer une décision au sein de l'entreprise. La comptabilité financière est réglementée et conduit à élaborer une information diffusée à l'extérieur de l'entreprise. La comptabilité analytique (ou de gestion) est facultative et conduit à construire des calculs qui demeurent internes à l'entreprise.

## Comptabilité de gestion et comptabilité budgétaire
La comptabilité budgétaire est un sous-domaine de la comptabilité de gestion qui conduit à construire des budgets, c'est-à-dire des prévisions chiffrées qui permettront ensuite de suivre la réalisation des objectifs, de calculer des écarts, d'analyser les performances et d'en tirer des actions correctrices.

## Comptabilité de gestion etcontrôle de gestion
Le contrôle de gestion est un processus qui cherche à faire en sorte que les objectifs fixés à une organisation (généralement une entreprise) soient atteints par l'intermédiaire des acteurs qui agissent au sein de cette organisation. Autrement dit, il permet de décliner l'objectif commun en objectifs individuels, à inciter chaque acteur à agir dans le sens de l'intérêt de l'organisation, et de vérifier que les objectifs sont atteints.
Le contrôle de gestion se nourrit beaucoup des informations fournies par la comptabilité de gestion. Les calculs de coûts notamment sont essentiels pour fixer des objectifs et les calculs d'écarts permettent de vérifier s'ils sont atteints ou non. La décomposition des écarts permet (ou devrait permettre) de juger la responsabilité des différents acteurs dans la performance globale.

## Décisions de gestion en Comptabilité de Gestion
En tant que gestionnaire, le comptable sera amené à prendre des décisions concernant la planification, l'organisation, et l'évaluation:
- Planifier: établir les objectifs et définir les moyens.
- Diriger/organiser: organiser et coordonner les activités courantes.
- Contrôler/évaluer: mesurer les performances et expliquer les écarts.

La comptabilité de gestion ayant pour finalité une prise de décision, on parle de pertinence lorsque l'information est utile à la prise de décision. Calculer des coûts pour le plaisir de calculer des coûts ne sert à rien. Un jeu de mots que seuls les comptables sont capables d'apprécier consiste à dire : "Est-ce que ça vaut le coup/coût de calculer tel ou tel indicateur ?"

## Les coûts dans la comptabilité de gestion
L'analyse et les calculs de coûts étant au cœur de la comptabilité de gestion, la typologie des coûts est très détaillée. Le comptable distingue plusieurs types de coûts.
Les principaux sont :
Les coûts directs sont les coûts dont le lien avec ce que l'on cherche à calculer est évident.
Les coûts indirects sont les coûts dont le lien avec ce que l'on cherche à calculer est difficile à établir.
Les coûts variables sont les coûts qui varient avec le niveau d'activité (par exemple les quantités produites)
Les coûts fixes sont les coûts qui ne varient pas avec le niveau d'activité.
Les coûts opérationnels sont généralement des coûts variables et directs (par exemple les coûts d'achat de matières premières, d'énergie, les salaires s'ils sont payés à l'heure etc.).
Les coûts de structure sont généralement des coûts fixes et indirects (par exemple les coûts liés à l'administration générale de l'entreprise, l'amortissement des machines ou des usines etc.).